# Bardos
Bardos (Bardoze en euskera; Bardòs en occitano) es una localidad y comuna francesa, situada en el departamento de Pirineos Atlánticos en la región de Aquitania y en el territorio histórico vascofrancés de Labort.
La comuna está atravesada por el río Bidouze, afluente del Adur.
Limita al norte con Guiche, al oeste con Urt y Hasparren, al sur con La Bastide-Clairence y Orègue, al este con Bidache.

## Heráldica
Cuartelado: 1º y 4º, palado de azur y oro, y 2º y 3º, en campo de gules, un árbol desarraigado, de plata y un oso de oro, pasante al pie del tronco.

## Demografía
| Gráfica de evolución demográfica de Bardos entre 1800 y 2012 |
|                                                              |

Fuentes: Ldh/EHESS/Cassini e INSEE.